# Tatien le Syrien
Tatien le Syrien est un écrivain chrétien du IIe siècle, né en Assyrie (Mésopotamie) vers 120 et mort vers 173.
Hérétique pour les églises grecques et latines, il est tout de même l'auteur d'une apologie qui lui vaut d'être considéré comme un Père de l'Église. Il est aussi l'auteur du Diatessaron, la première concordance des Évangiles, qui connut en Syrie et bien au-delà une fortune extraordinaire.

## Éléments de biographie
Tatien se présente lui-même aux Grecs : « Moi, Tatien, philosophe barbare, je suis né au pays des Assyriens, j'ai été formé d'abord dans vos doctrines et ensuite dans celles que j'entreprends maintenant de proclamer »… Plus haut, il avait déjà raconté sa quête d'une religion qui lui convienne : « … J'ai été admis aux mystères ; j'ai examiné toutes sortes de rites religieux accomplis par des efféminés et des androgynes ; j'ai trouvé chez les Romains le Jupiter latin faisant ses délices de sang humain… ; ailleurs d'autres démons fomentant des éruptions de méchanceté… ». C'est à la lecture de l'Ancien Testament — certains écrits barbares trop vieux pour être comparés avec les écrits des Grecs et trop divins pour être comparés à leurs erreurs — qu'il découvre enfin dans l'enthousiasme la vérité tant recherchée.
C'est évidemment un topos littéraire qui s'exprime ici avec une violence propre à Tatien. Mais il décrit un itinéraire qui est aussi celui de Justin et sans doute d'Athénagoras et qui doit comporter sa part de vérité (voir les Apologistes du IIe siècle).
Sa conversion s'est probablement produite à Rome. Il y fréquente l'école de Justin qu'il juge un homme « très admirable » et partage avec lui son animosité à l'endroit du philosophe Crescens. C'est de cette époque que doivent dater ses premiers écrits, aujourd’hui perdus.
L'influence réelle de Justin (ou celle du petit groupe qui constitue son « école ») sur la pensée de Tatien reste un problème débattu. A priori, la lecture du Discours paraît montrer un lien bien lâche.
Justin, non sans contradictions, s'efforce de trouver des éléments de vérité dans les écrits des païens et de les fonder « rationnellement » ; il montre en tout cas un grand respect pour la philosophie dans laquelle il a été formé.
Tatien, lui, n'en finit pas de crier son  horreur de tout ce qui est grec, la philosophie, l'art, la science, les lois et jusqu'à la langue. Tout y est absurdité, illusion, immoralité. Et si par hasard, on y trouve quelque chose qui ait du prix, c'est un larcin qui a été commis au détriment des Barbares. À son avis, les chrétiens ne rejettent pas avec assez d'énergie l'éducation et la culture contemporaines où ils n'ont rien à gagner et dont il n'y a rien à sauver.
On ne peut s'empêcher de penser qu'il y a de l'amour déçu dans la hargne du barbare Tatien envers ces Grecs à qui il doit tout de même sa formation et sans doute bien plus qu'il ne veut le reconnaître.
À une date impossible à déterminer, Tatien retourne dans sa Syrie natale. Est-il parti avant ou après la mort de Justin qu'on place traditionnellement en 165/166 ? Peu avant 172 ?. 
Dans le chapitre XVIII du Discours, il  évoque Justin au passé et, dans le chapitre suivant, il insulte Crescens qu'il prend pour exemple de l'immoralité des philosophes, en ajoutant que Crescens les menaçait de mort, Justin et lui-même. Serait-il parti de Rome parce qu'il pressentait que les querelles entre écoles allaient attirer l'intervention du préfet Rusticus qui ne plaisantait pas avec l'ordre public ?  Ou alors ses positions extrémistes, philosophiques et morales, l'auraient-elles de plus en plus marginalisé dans la chrétienté romaine ? C'était en gros l'opinion d'Épiphane. En tout cas, il a échappé au coup de filet policier qui a décimé l'école de Justin.
Selon Épiphane, bon connaisseur de l'Orient, il s'installa à Séleucie-Ctésiphon. Beaucoup de modernes, un peu effrayés par ce bout du monde, penseraient volontiers à une ville moins excentrique comme Antioche.
Avait-il auparavant ouvert une école à Rome ? C'est probable. Rhodon fut certainement son auditeur et il est possible que le « vieil » Apelle fréquentait le groupe. Par ailleurs, Clément d'Alexandrie évoque un « Assyrien » parmi ceux qui furent ses maîtres et on en a souvent conclu qu'il s'agissait de Tatien, mais cela paraît tout de même problématique.
En tout cas, quoi qu'on dise, c'est en Orient plutôt qu'à Rome que Tatien dut publier son Discours aux Grecs, et c'est là surtout qu'il a dû travailler à son Diatessaron. C'est en Orient enfin qu'il est mort, à une date que nous ignorons.

## Le Discours aux Grecs
Cette apologie (Λόγος πρὸς Ἕλληνας) – car malgré son ton de pamphlet, c'est tout de même une apologie - a suscité de nombreuses interrogations de date et de lieu, mais aussi d'intention.
L'occasion de la rédaction de l'apologie pourrait avoir été une recrudescence des violences contre les chrétiens, car Tatien y demande la levée des nouvelles mesures législatives contre les chrétiens. Certains pensent que l'apologie aurait été rédigée avant 177 -178, moment de la persécution de Lyon, que Tatien ignore. D'autres penchent pour une rédaction peu après le martyre de Justin en 165, permettant à son auteur de recueillir l'héritage doctrinal de Justin dont il fut le disciple.
Plutôt qu'un traité, on a voulu y voir une sorte de « programme des cours » destiné à lancer l'école de Tatien, soit à Rome, soit en Orient. Par ailleurs, les règlements de comptes du chrétien assyrien avec la culture grecque y tiendraient plus de place que la défense du christianisme.
Quoi qu'il en soit, l'ouvrage est difficile à lire et à comprendre. Tatien, mauvais rhéteur qui prend soin de nous avertir qu'il a appris la rhétorique, recherche l'affectation du style, il aime les tours obscurs et les métaphores inattendues. Ses exposés qui sentent le sophiste, la plupart du temps, tournent court dans des digressions qui veulent arracher la conviction du lecteur en mettant en regard l'absurdité des païens sur le même sujet. Ce contempteur des Grecs met de plus une évidente coquetterie à déverser dans son écrit toutes ses connaissances mythologiques, philosophiques et historiques. Sa complaisance enfin à se dire « barbare » en toute occasion, d'exiger, de ces Grecs dont il méprise tout, attention et respect pour la « philosophie barbare », finissent par lasser. Tatien donne parfois l'impression d'être vraiment un « barbare », venu du tiers monde de l'hellénisme, qui règle ses comptes avec une culture dont il est resté un marginal.
On peut distinguer une première partie qui serait un exposé de la foi chrétienne, constamment entrecoupé d'invectives contre les philosophes. Tatien y traite successivement de Dieu, de la relation entre le Logos et le Père, de la création du monde, de la création de l'homme, de la résurrection et du jugement dernier.
Dieu étant le fondement nécessaire de toute chose, avant même d'être créée, est en puissance avec Dieu bien que Dieu avant la création soit seul. Plutôt qu'une émanation, le Logos est une sorte d'auto-réalisation du Logos en puissance qui est en Dieu et qui devient ainsi le premier-créé au commencement de tout. C'est le Logos qui ordonne la création, mais son rapport à Dieu est de participation, non de séparation, comme une torche qui ne se sépare pas de sa lumière quand on s'en sert pour allumer d'autres torches ; ou comme en parlant, je ne me sépare  pas de ma parole en vous la transmettant bien que cette parole agisse sur votre esprit.
Il est curieux que ce Logos ne soit jamais identifié au Fils, comme il est de règle dans l'apologétique ancienne ; d'ailleurs Jésus-Christ est le grand absent de tout le Discours.
La création de l'homme implique deux esprits : un esprit émanant du Père, présent en chaque créature à laquelle il donne forme, et un logos issu de son Logos en puissance qui fait des anges et des hommes des images de Dieu. Le péché paraît produire une dissociation, ne laissant plus à l'homme qu'une âme devenue mortelle (mais promise à la résurrection).
Cette première partie se termine par la liberté de la volonté, le péché d'Adam, la création des anges et leur chute, les démons.
Ces démons introduisent à la deuxième partie qui est une démonologie autant qu'une doctrine du salut. On peut tenter de la résumer ainsi : l'homme, en usant mal de sa liberté, s'est asservi aux démons ; mais il a la possibilité de s'en affranchir par le renoncement radical à toutes les choses terrestres. Il lui faut arriver à unir de nouveau son âme au pneuma, l'esprit divin qui à l'origine siégeait en lui, mais qui en a été chassé par le péché, œuvre des démons. Les démons qui ne sont que les reflets de la matière et de la méchanceté ne peuvent accéder au repentir et à la pénitence ; mais l'homme qui est  image de Dieu peut se sauver par la mortification. Si on comprend bien, l'ascétisme est une sorte de préparation du pécheur à la mort, une première séparation (volontaire) de l'âme avec les choses matérielles, la séparation totale réalisée dans la mort étant la condition pour qu'elle retrouve son immortalité.
La dernière partie est un sombre tableau de l'hellénisme. Tout y passe une fois de plus : la philosophie, la loi, le théâtre, les jeux, la danse, la musique, la poésie... Comparée à tout cela, la religion chrétienne n'en brille que d'un éclat plus vif. Tatien démontre enfin par une chronologie comparée des civilisations que Moïse est plus ancien qu'Homère et les Sept sages.

## Tatien hérétique?
La question est importante, car derrière elle s'en profile une autre : celle d'une éventuelle influence des positions hétérodoxes de Tatien sur la composition du Diatessaron.
Notre source principale est Irénée de Lyon, son contemporain. Selon Irénée, tant que vécut Justin, Tatien resta dans l'orthodoxie, mais après la mort de son maître (v. 165), il glissa rapidement vers l'hérésie :

S'enflant à la pensée qu'il était un maître et se croyant, dans son orgueil, supérieur à tout le monde, il voulut donner un trait distinctif à son école : comme les disciples de Valentin, il imagina des éons invisibles ; comme Marcion et Saturnin, il proclama que le mariage était une corruption et une débauche ; de lui-même enfin, il s'inscrivit en faux contre le salut d'Adam.
Tout est dit : Tatien est un « encratite » – et mieux même, un des fondateurs de la secte.
Ce qu'on appelle encratisme dans les premiers siècles, c'est la tendance ascétique extrémiste de certaines sectes qui interdisent à leurs membres toute relation sexuelle ainsi que  toute consommation de viande et de boissons enivrantes. Mais le concept est difficile à cerner : car les encratites que l'on dénonce sont toujours présentés, en outre, comme des déviants dogmatiques, le plus souvent « gnostiques », mais pas exclusivement. Leur ascétisme est condamnable parce qu'il est la conséquence de théories erronées.
Qu'en est-il de Tatien ?  Son évolution vers un rigorisme moral est possible.
Clément d'Alexandrie a transmis (Stromates III, XIII, 81, 1-3) un fragment de l'ouvrage de Tatien De la perfection selon le Sauveur, dans-lequel ce dernier condamne l'union charnelle, ce que Clément a  brièvement réfuté objectant la sainteté du mariage dans les deux Testaments.

Irénée, qui introduit son propos en jugeant que ceux qui rejettent le mariage sont révoltés et ingrats envers Dieu qui a créé l'homme et la femme en vue de la procréation, ignore cet ouvrage et ne semble pas  en savoir plus. 

Gerald F. Hawthorne s'est demandé si, en fait de textes, Irénée connaissait autre chose que le Discours. Il n'y est certes pas question d'éons, mais, spécialiste de la question, Irénée n'aurait-il pas flairé du gnosticisme derrière l'obscure cosmologie de Tatien ? Quant au dernier grief, le même auteur pense avec raison que ce n'est pas le texte de Tatien qui pose un problème, mais bien celui d'Irénée : comment Irénée en arrive-t-il à traiter de « blasphème » et à décréter hérétique l'affirmation selon laquelle Adam n'a pas été sauvé, alors que ce problème du salut d'Adam n'a aucune base scripturaire ?
Les auteurs postérieurs ajoutent peu. Hippolyte de Rome, Eusèbe et Jérôme dépendent d'Irénée. Pour le reste, nous avons vraiment peu de choses : les traces d'une obscure querelle grammaticale pour savoir si l'expression « Que la lumière soit » est celle d'un ordre ou d'une prière ;  une phrase qui dit que la même puissance qui a mis sa force dans la chevelure de Samson châtiera les femmes qui se servent de la leur et de ses ornements pour inciter à la fornication (la puissance en question n'est apparemment pas Dieu et Clément en aurait été choqué)... Lorsqu'Épiphane nous dit que Tatien a été chassé de Rome parce qu'il remplaçait le vin de l'eucharistie par de l'eau, ce n'est évidemment que par  allusion imprudente à une pratique répandue chez certains encratites ; cela n'a rien à voir avec Tatien qui n'était sûrement pas prêtre.

### Le témoignage d'Eusèbe
Le témoignage d'Eusèbe est intéressant : dans un chapitre sur Justin, il ne dit que du bien de Tatien et loue même sa science (IV, 16, 7). Dans les extraits de Rhodon, dont on nous dit deux fois de suite qu'il a été l'élève de Tatien, il apparaît non seulement que Rhodon, grand pourfendeur d'hérésies, n'a jamais parlé de celle de son maître (ou alors Eusèbe l'aurait certainement rapporté), mais il semble même en ressortir que, dans l'école de Tatien, on menait la guerre aux Marcionites.
Reste un chapitre consacré spécifiquement à « l'hérésie de Tatien » (IV, 29). Eusèbe se contente d'y placer la citation d'Irénée, nous dit encore que le Discours aux Grecs est le plus beau et le plus utile de ses écrits et réserve au Diatessaron une pointe qui n'a rien à voir avec l'encratisme. Les allusions qu'on trouve ici et là aux libertés que Tatien auraient prises avec saint Paul relèvent des problèmes du Diatessaron et ne concerne pas son éventuelle hérésie encratite-gnostique.
Il ne reste finalement pas grand-chose du patriarche des encratites, comme dit saint Jérôme. Sa réputation d'hérétique est tout entière due à Irénée et on a vu que les arguments d'Irénée sont bien faibles...

## Le Diatessaron
Revenu en Orient, âgé et peut-être assagi, Tatien entreprend de rédiger une concordance des Évangiles, la première du genre. Presque aussitôt traduit en syriaque, ce Diatessaron - qui est presque totalement perdu en grec - a eu une diffusion extraordinaire dans les églises orientales et a connu, bien au-delà de la Syrie, une fortune extraordinaire jusqu'au bas Moyen Âge. Ainsi, par exemple, vers 830, le Diatessaron est traduit en vieux haut allemand d'après une traduction latine et cette version constitue ainsi l'un des plus anciens textes composés en langue allemande.

## Les écrits perdus
Tatien lui-même nous dit qu'il a composé un traité Sur les animaux (peri zoon) - qui devait traiter des principes qui leur donnent vie et forme – et peut-être du même genre sur la nature des démons. Rhodon  a fait état d'un recueil de « problèmes » composé par Tatien, dans lequel il se proposait de traiter de certains points « obscurs et cachés » de l'Écriture ; mais comme Rhodon promettait lui-même d'exposer dans un livre spécial les solutions aux problèmes de Tatien, on peut penser que cet ouvrage n'a pas été achevé, ou n'a pas été mis en circulation. Peut-être s'agissait-il d'un recueil de questions d'école. Nous avons déjà cité le livre « sur la perfection... » signalé par Clément d'Alexandrie et dont nous ne savons rien, pas même le titre.

## Œuvres
- Clavis Patrum Græcorum, Brepols, 1104-1106
- Discours contre les Grecs (168), trad. Aimé Puech : Recherches sur le 'Discours aux Grecs' de Tatien, suivies d'une traduction française, Université de Paris, 1903. Trad. Genoude, 1838
- Diatessaron de Tatien, texte arabe établi, traduit en français, collationné avec les anciennes versions syriaques, suivi d'un évangéliaire diatessarique syriaque, A.-S. Marmadji, Beyrouth, Imprimerie catholique, 1935, CXL-536-84 p. (Diatessaron = harmonie des quatre Évangiles canoniques).